# Занкт-Йоганн (Майнц-Бінген)
Занкт-Йоганн (нім. Sankt Johann) — громада в Німеччині, розташована в землі Рейнланд-Пфальц. Входить до складу району Майнц-Бінген. Складова частина об'єднання громад Шпрендлінген-Гензінген.
Площа — 5,66 км2. Населення становить 839 ос. (станом на 31 грудня 2020).

## Галерея

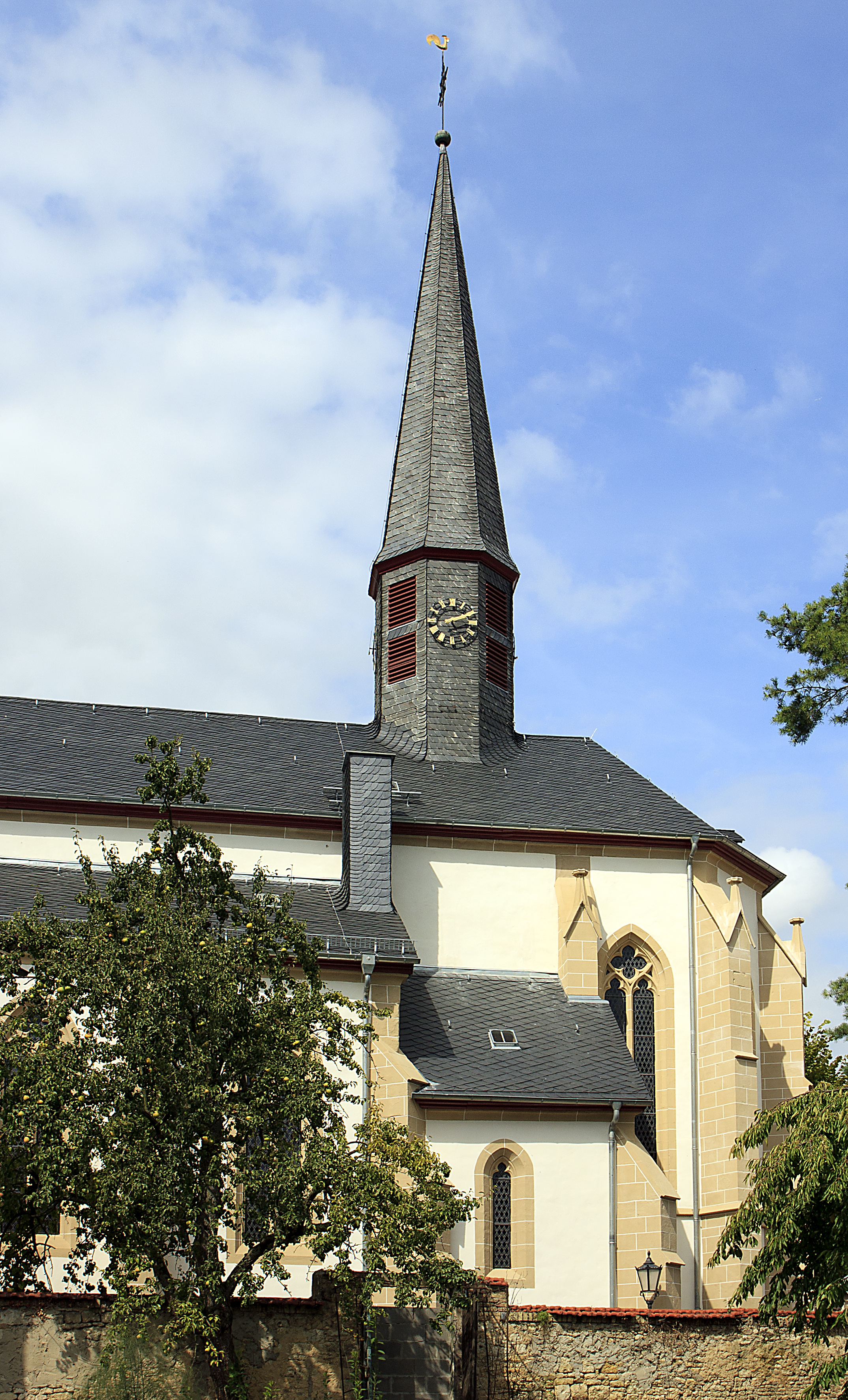